# 陶都信用農業協同組合
陶都信用農業協同組合（とうとしんようのうぎょうきょうどうくみあい）は、岐阜県多治見市に本店を置く農業協同組合。岐阜県多治見市、土岐市、瑞浪市の3市を管轄する。略称はJAとうと。
1997年（平成9年）に東濃地域西部を管轄する4つの農協（多治見、土岐市、瑞浪市、笠原）が合併して結成された。

## 概要
組合員数
2017年（平成29年）4月1日現在。
- 41,828人

店舗
2017年（平成29年）4月1日現在。
- 本店・支店：30（ローンプラザ・出張所除く）
- 経済センター等の事業所：6（グリーンパル・農機・ガスなど含む）

## 沿革
- 1997年（平成9年）4月 - 東濃地域を管轄する4つの農協（多治見、土岐市、瑞浪市、笠原）が合併して結成。

## 主な取扱品目
- 農畜産物